# کودکان کار در بوتسوانا
کودکان کار در بوتسوانا (انگلیسی: Child labour in Botswana) در مورد شرایط کار کودکان در بوتسوانا بحث می‌کند. اطلاعات کمی در باره ماهیت و ابعاد کار کودکان در بوتسوانا در دسترس است، با اینهمه اخیراً نشانه‌هایی از برخورد به این پدیده دراین کشور دیده شده‌است.

## اقدامات دولتی
بین سالهای ۲۰۰۶ و ۲۰۰۸ دولت بوتسوانا در حال اجرای قانون ملی برنامه بسوی حذف کودکان کار شد. دولت این قانون را در فوریه ۲۰۰۸ تصویب کرده بود. این پیشنهاد با همکاری سازمان بین‌المللی کار ILO برنامه بسوی از میان بردن کار کودکان انجام شد. یک کمیته برنامه مشاورتی در باره کودکان کار (PACC) که معرف ادارات دولتی، سازمان پیشه و کار، و انجمن مدنی بود، راهنمایی و اجرای طرح را بعهده داشت.

## مراحل مختلف برنامه
مراحل مختلف اجرای برنامه بدین شرح است. دولت بوتسوانا در سال ۱۹۹۷ پیمان حداقل سن کودکان کار (C138) و در سال ۲۰۰۰ پیمان از بین بردن اشکال کار سخت کودکان (C182) سازمان بین‌المللی کار ILO را امضا کرد. بعلاوه این کشور قبلاً یعنی در سال ۱۹۹۵هر دو پیمان حقوق کودکان سازمان ملل متحد و منشور آفریقا در مورد حقوق و رفاه کودکان را امضا کرده بود.

## قانون استخدام بوتسوانا
قانون استخدام بوتسوانا اصلی‌ترین قانونی است که مسائل مختلف اشتغال زیر چتر آن تنظیم می‌شود. در این قانون اطفال در مقابل بهره‌کشی و استخدام در کارهای سخت حفاظت می‌شوند. کارهای سخت هر کاری است که برای سلامت کودک و رشد روانی او خطرناک باشد. در قانون استخدام به کسی کودک گفته می‌شود که زیر ۱۵ سال سن داشته باشد، و نوجوان کسی است که سن او بالای ۱۵ سال و زیر ۱۸ سال باشد.